# Вільям Барроуз

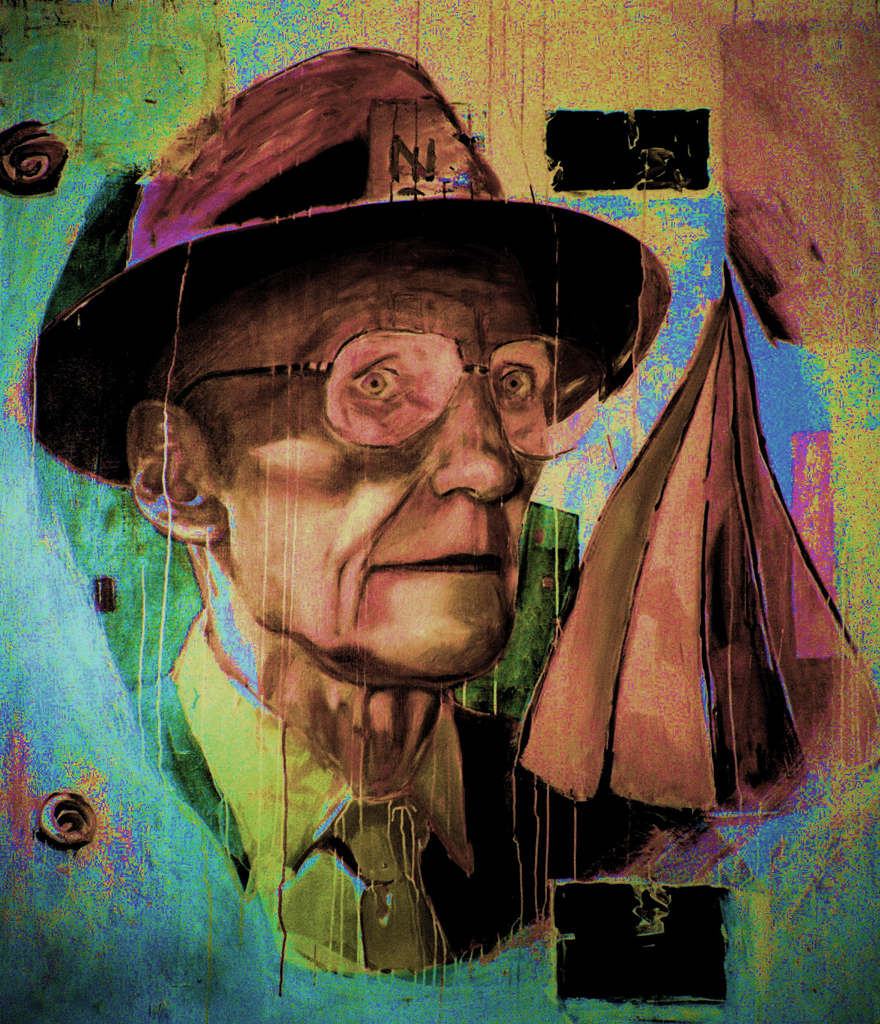

Ві́льям Сьюард Барро́уз (або Берроуз, англ. William Seward Burroughs; 5 лютого 1914 — 2 серпня 1997) — американський письменник і есеїст. Один із ключових американських авторів другої половини XX століття. Вважається одним із найвпливовіших представників біт-покоління (поряд із Алленом Гінзбергом і Джеком Керуаком). Член Американської академії мистецтв і літератури (з 1981). Командор французького Ордену Мистецтв і літератури (1984).
Вільям С. Барроуз народився в багатій родині, закінчив престижний Гарвардський університет, продовжив навчання в Європі, багато подорожував. У 1940-х роках познайомився з майбутніми членами «внутрішнього кола» бітників; до того ж часу належать його перші літературні починання. Дебютну книгу Барроуз опублікував у досить зрілому віці — в тридцять дев'ять років. Початок літературній славі Барроуза поклав експериментальний роман «Голий ланч», що вийшов друком 1959 року. Авторству письменника належать понад два десятки романів і понад десять збірників малої прози. Його творчість справила значний вплив на сучасну масову культуру, а особливо на літературу та музику.
Після смерті Барроуза 1997 року інтерес до його літературної спадщини не слабшає. Книги Барроуза продовжують перевидаватись, зокрема побачили світ ювілейні видання романів, приурочені датам їх першої публікації; також були надруковані записи із письменникового щоденника, його обсяжне листування з друзями, збірники інтерв'ю. Вийшла значна кількість літературознавчих праць, присвячених дослідженню як його творів, так і творчості загалом. Твори письменника багаторазово екранізувались — найбільшої популярності здобув фільм «Голий ланч» (1991), знятий Девідом Кроненбергом за однойменним романом.
В Україні переклади книг Барроуза почали з'являтись з 2016 року, і наразі українські переклади наявні для романів «Наркота» та «Голий ланч», які видала платформа Komubook.

## Ранні роки і юність
Вільям Сьюард Барроуз народився 5 лютого 1914 року в місті Сент-Луїсі (штат Міссурі) в родині відомих промисловців. Його дід був засновник компанії Burroughs Corporation і винахідник лічильної машини, однак жодних великих грошей заробити не зміг. Помер у сорок один рік; він не був власником значної частки в організованій фірмі — тож небагато з того, чим він володів, довелося продати; виконавець заповіту порахував, що лічильна машина була вкрай непрактичною і не могла принести прибутку. У спадщину винахідник практично нічого не залишив своїй родині. Батько майбутнього письменника, Мортімер Перрі Барроуз (англ. Mortimer Perry Burroughs), був власником фабрики з виготовлення скла.
Барроуз виріс в елітному районі Сент-Луїса, навчався в приватних середньоосвітніх школах у Міссурі і Нью-Мексико. З 1920 по 1929 роки змінив чотири школи, випустився, закінчивши «The Taylor School». Уже в ранньому дитинстві у Вільяма спостерігався інтерес до письменництва: «Я хотів бути письменником, бо письменники багаті і знамениті». Перший літературний опус початківець письменник створив у шкільному віці, який звався «Вовча автобіографія», він написав її, прочитавши «Біографію грізлі» (1900, автор Ернест Сетон-Томпсон). Там у кінці покинутий від самиці старий і хворий ведмідь вирушає в долину, де, як він знає, накопичуються отруйні випари". З 1932 до 1936 року Барроуз навчався в Гарвардськім університеті на факультеті англійської літератури, де отримав ступінь бакалавра. Написав кілька праць з етнології та археології. Закінчивши університет, майбутній письменник поїхав подорожувати Європою. З 1936 по 1937 роки Барроуз відвідував медичну школу при Віденському університеті. Саме тоді він познайомився й незабаром одружився з єврейкою Ільзе Клаппер (англ. Ilse Klapper), щоб допомогти їй перебратися до США, рятуючись від переслідування з боку нацистської Німеччини.

## Особисте життя
Вільям Барроуз мав гомосексуальну орієнтацію, попри те що уклав два шлюби з жінками.

## Творчість
Відомий своїми працями з експериментальних методів, «чорним» гумором, параноїдальним та апокаліптичним баченням дійсності. Перший роман «Наркота» (Junkie, 1953) розповідає про його пристрасть до героїну й переїзд до Мексики, де 1951 року він ненароком убив свою дружину. Згодом 1954 року оселився в Танжері й написав свого відомого романа «Голий Ланч» (Naked Lunch, 1959), який визнається одним з перших творів постмодерністської літератури. У Парижі друг і художник Брайан Ґайсін розповів Берроузу про так званий метод нарізок, який Берроуз взяв на озброєння і зробив окремим новим літературно-технічним засобом, результатом чого стали науково-фантастична трилогія «М'яка машина» (The Soft Machine, 1961), «Квиток, що вибухнув» (The Ticket That Exploded, 1962), «Нова експрес» (Nova Express, 1964).

## Твори
- Наркота (Junkie, 1953)
- Квір (Queer, 1953)
- Голий ланч (Naked Lunch, 1959)
- М'яка машина (The Soft Machine, 1961)
- Квиток, що вибухнув (The Ticket That Exploded, 1962)
- Нова експрес (Nova Express, 1964)
- Дикі хлопчики (The Wild Boys, 1971)
- Порт святих (Port of Saints, 1973)
- Міста червоної ночі (Cities of the Red Night, 1981)
- Місце мертвих доріг (The Place of Dead Roads, 1983)
- Західні землі (The Western Lands, 1987)
- Моя освіта: Книга Снів (My Education: A Book of Dreams, 1995)

### Переклади українською
- Вільям С. Берроуз. Наркота / пер. з англ. Гєника Бєлякова. — К. : Комубук, 2016. — 240 с. — 2000 екз. — ISBN 978-966-97490-2-4.
- Вільям С. Берроуз. Голий ланч / пер. з англ. Гєника Бєлякова. — К. : Комубук, 2016. — 336 с. — 1000 екз. — ISBN 978-966-97490-3-1.

## Екранізації
- «Голий ланч» (1991)
- «Квір» (2024)

### Фільми про Барроуза
- «Барроуз» (1983; документальний)
- «Ритм» (2000; у ролі Барроуза — Кіфер Сазерленд)
- «Убий своїх коханих» (2013; у ролі Барроуза — Бен Фостер)

### Книги
- Thomas Wason (15 лютого 1951). William Burroughs (PDF). Mexico City Collegian. с. 6. Архів оригіналу (PDF) за 4 вересня 2015. Процитовано 28 листопада 2014. (англ.)
- Charters, Ann (ed.). The Portable Beat Reader. New York: Penguin Books, 1992. ISBN 0-670-83885-3 (hc); ISBN 0-14-015102-8 (pbk). (англ.)
- Gilmore, John. Laid Bare: A Memoir of Wrecked Lives and the Hollywood Death Trip. Searching for Rimbaud. Amok Books, 1997. (англ.)
- James Grauerholz, Ira Silverberg, Ann Douglas (eds.) (2000). Word Virus: The William S. Burroughs Reader. New York: Grove Press. 576 pages. ISBN 0-8021-3694-X, ISBN 9780802136947. OCLC 57590795. (англ.)
- Harris, Oliver. William S. Burroughs and the Secret of Fascination. Carbondale, IL: Southern Illinois University Press, 2003. (англ.)
- Johnson, Robert Earl. The Lost Years of William S. Burroughs: Beats in South Texas. Texas A&M University Press, 2006. (англ.)
- Miles, Barry. William Burroughs: El Hombre Invisible, A Portrait. New York: Hyperion, 1992. (англ.)
- Ted Morgan (1988). Literary Outlaw: The Life and Times of William S. Burroughs. New York: Avon. ISBN 0-8050-0901-9 (англ.)
- Sargeant, Jack. «Naked Lens: Beat Cinema» New York: Soft Skull, 2009 (third edition). (англ.)
- Schneiderman, Davis and Philip Walsh. Retaking the Universe: William S. Burroughs in the Age of Globalization. London: Pluto Press, 2004. (англ.)
- Michael Stevens, The Road to Interzone: Reading William S. Burroughs Reading, Archer City, TX: Suicide Press, 2009.(англ.)
- Andrea Juno and V. Vale (eds.), Re/Search #4/5: William Burroughs, Brion Gysin, Throbbing Gristle, January 1982, 96 pp.(англ.)
- David S. Wills, Scientologist! William S. Burroughs and the Weird Cult, London: Beatdom Books, 2013.(англ.)

### Архівні джерела
- William S. Burroughs papers [Архівовано 4 березня 2016 у Wayback Machine.] (17 linear feet — 94 boxes) are held by the Berg Collection of the New York Public Library. (англ.)
- William Seward Burroughs Papers, 1957—1976 [Архівовано 27 квітня 2015 у Wayback Machine.] (2 linear feet) are held in the Columbia University Libraries. (англ.)
- William S. Burroughs Papers, SPEC.CMS.40 [Архівовано 4 грудня 2014 у Wayback Machine.] (ca. 1945-ca. 1984, 55 boxes plus additions) are held in the Ohio State University Libraries. (англ.)
- William S. Burroughs Papers, SPEC.CMS.85 [Архівовано 4 грудня 2014 у Wayback Machine.] (ca. 1945-ca. 1984, 6 boxes) are held in the Ohio State University Libraries. (англ.)
- William S. Burroughs Papers, SPEC.CMS.87 [Архівовано 4 грудня 2014 у Wayback Machine.] (ca. 1945-ca. 1984, 58 boxes) are held in the Ohio State University Libraries. (англ.)
- William S. Burroughs Papers, SPEC.CMS.90 (ca. 1945-ca. 1984, 29 boxes) are held in the Ohio State University Libraries. (англ.)
- William S. Burroughs collection [Архівовано 5 грудня 2014 у Wayback Machine.] (3 linear feet) are held in the Manuscript, Archives, and Rare Book Library at Emory University. (англ.)
- William S. Burroughs Collection, MS 63 (ca. 1954—1966, 2 boxes), and William S. Burroughs Last Words Collection, in processing (10 bound volumes and 2 boxes), are held at the Kenneth Spencer Research Library [Архівовано 26 березня 2021 у Wayback Machine.], University of Kansas (англ.)